# 젤레즈노고르스크일림스키

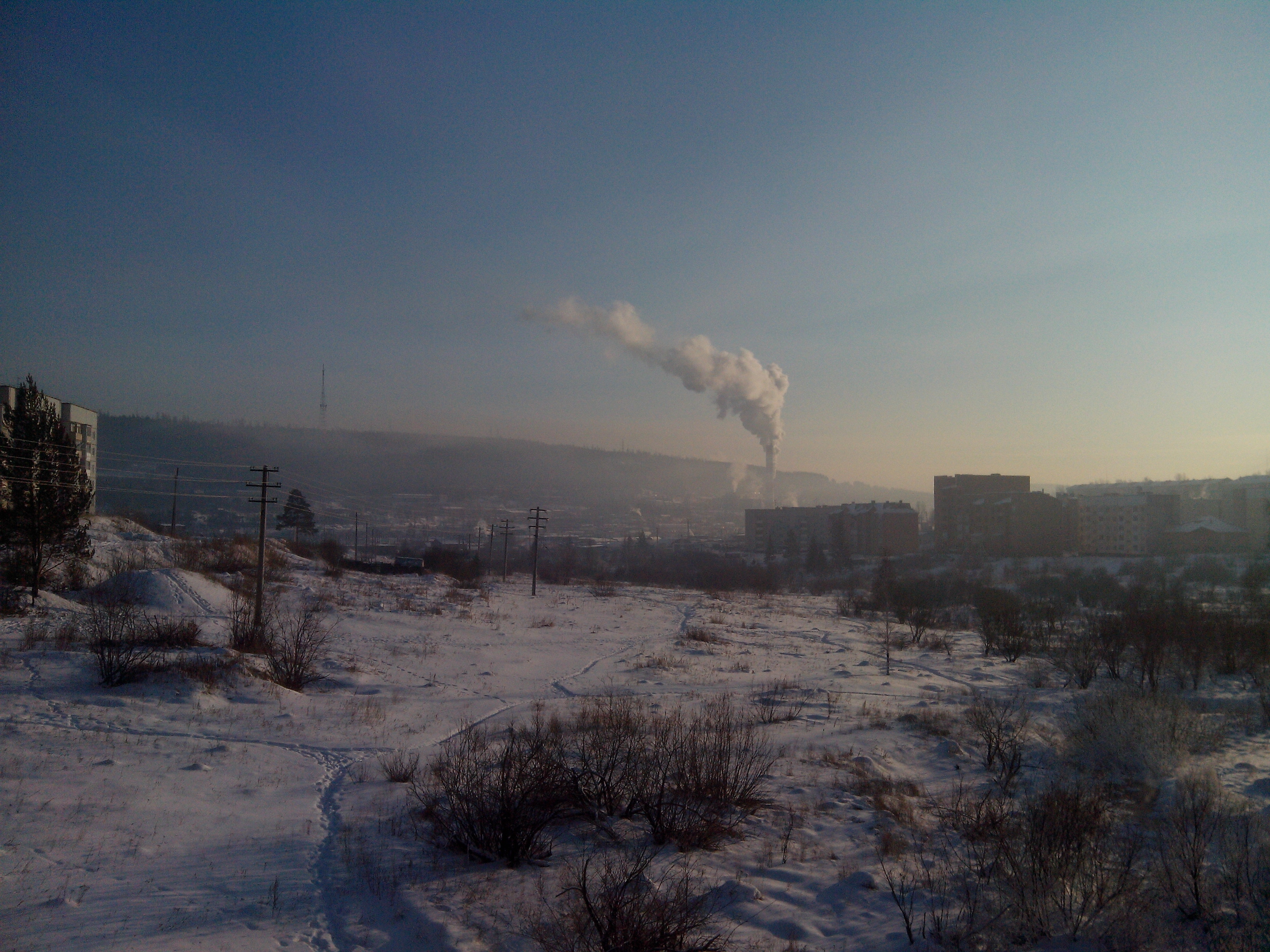

젤레즈노고르스크일림스키(러시아어: Железногорск-Илимский)는 이르쿠츠크 주 니즈네일림스키 군에 속한 도시이다.
인구는 2만9,100명(2003년)이다.
이르쿠츠크에서 1,222km지점에 위치해 있다.